# 朱毅峰
朱毅峰（1945年2月1日—2020年8月9日），中国金融学家，北京市金融学会副会长，中国人民大学财政金融学院教授、博士生导师。中国金融学“人大学派”传承派代表人物之一。主要研究方向为商业银行经营与管理。

## 生平
1968年12月参加工作。1981年毕业于中国人民大学财政系，后留校任教，曾任财政金融系副主任。2001年6月至7月，受邀赴德国法兰克福大学、欧洲中央银行、德意志联邦银行进行学术访问。2008年2月退休。2020年8月11日上午10时16分逝世。

## 出版物
- 朱毅峰 (编). . 北京: 中国人民大学出版社. 2006. ISBN 7-300-07452-9.
- 朱毅峰; 吴晶妹 (编). . 北京: 中国人民大学出版社. 2005. ISBN 7-300-06427-2.
- 朱毅峰; 王加春 (编). . 北京: 经济科学出版社. 2002. ISBN 7-5058-3155-0.
- 朱毅峰; 张旭辉 (编). . 北京: 中国统计出版社. 1994. ISBN 7-5037-1635-5.
- 朱毅峰 (编). . 北京: 中国人民大学出版社. 1993. ISBN 9787300015323.
- 朱毅峰 (编). . 北京: 中国人民大学出版社. 1990. ISBN 7-300-00886-0.
- 朱毅峰 (编). . 北京: 中国人民大学出版社. 1988.
- 朱毅峰 (编). . 北京: 中国人民大学出版社. 1986.